# Manpuku-ji

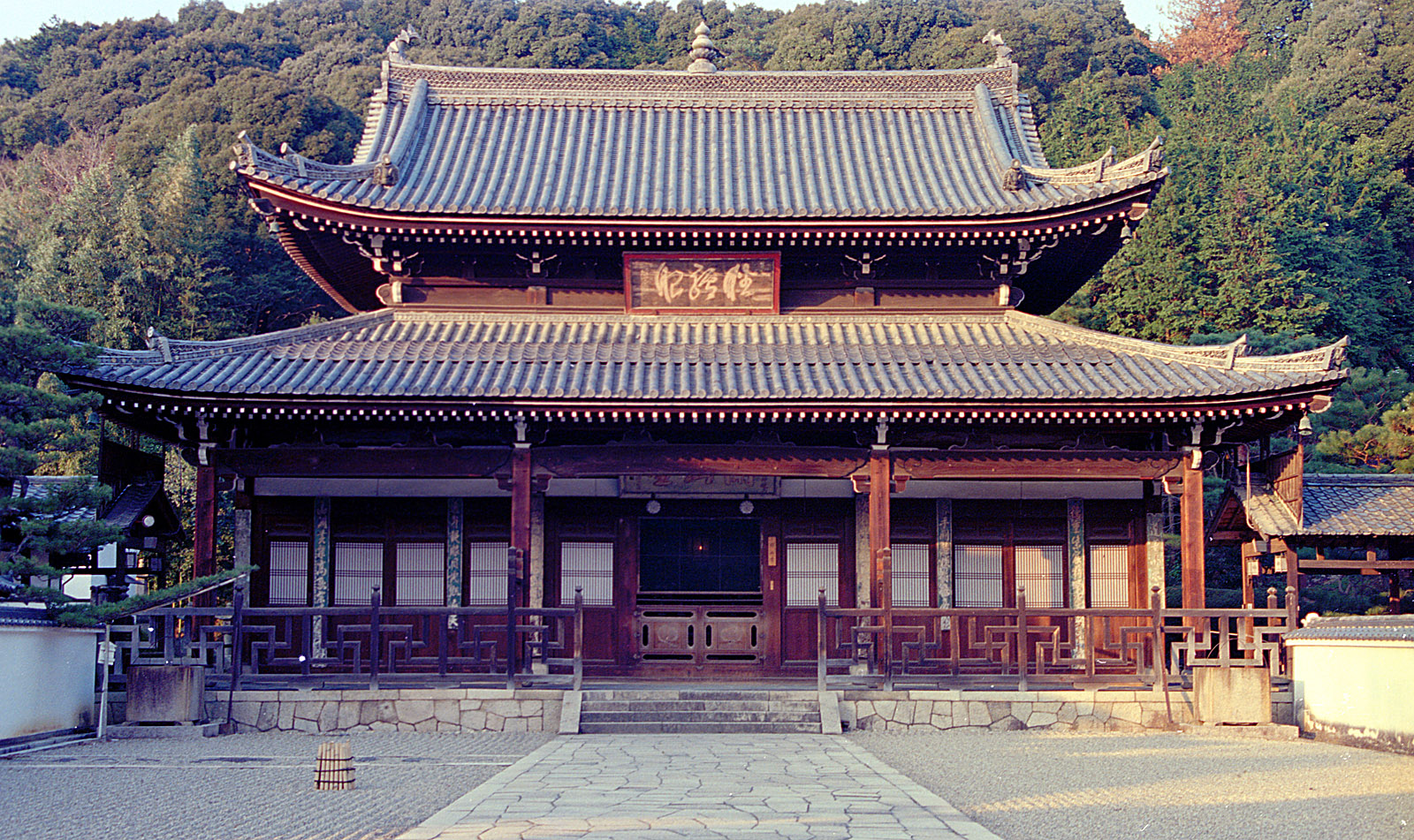
Mampukuji, un tempio buddista zen Obaku a Uji, Kyoto, Giappone. Ho scattato questa foto e conferito i miei diritti sul file al pubblico dominio; individui e organizzazioni mantengono i diritti sulle immagini nel file.

Ōbaku-san Manpuku-ji (Giapponese: 萬福寺 o 黄檗山萬福寺) è un tempio situato a Uji, Kyoto. è il tempio principale della scuola Ōbaku del buddismo zen, dal nome del tempio Wanfu nel Fujian, in Cina. La montagna fu successivamente chiamata con lo stesso nome del Monte Huangbo (黄檗山), dove si trova il tempio.

## Storia
Il tempio fu fondato nel 1661 dal monaco cinese Yinyuan Longqi (Ingen) e dal suo discepolo Muyan.
Nel 1664, il controllo del tempio fu trasferito a Muyan, dopo che molti monaci cinesi avevano continuato come abate. Solo dopo il quattordicesimo gli abati divennero giapponesi.
Yinyuan Longqi (Ingen) morì il 21 maggio 1673.
L'arte di Senchadō è strettamente legata al tempio a causa del suo fondatore.

## Architettura
La disposizione degli edifici segue lo stile architettonico Ming, raffigurante l'immagine di un drago.
Il tempio ha un gyoban esemplare (tavola dei pesci, usata per calcolare le ore).

## Arte
La disposizione degli edifici segue lo stile architettonico Ming, raffigurante l'immagine di un drago. La statua principale in questo tempio è un Gautama Buddha seduto. Si possono anche vedere sculture dello scultore cinese Han Do Sei.